# Larry Miller
Lawrence John „Larry“ Miller (* 15. října 1953 Valley Stream, Long Island, New York) je americký herec, komik, slovní humorista, dabér a publicista.
Mezi jeho první hollywoodské filmy patřila epizodní rolička prodavače Hollistera ve snímku Pretty Woman. Pravidelně se objevuje i v dalších filmech režiséra Garryho Marshalla (například Nevěsta na útěku, Deník princezny, Na sv. Valentýna).
Mezi jeho nejpozoruhodnější a populární role patří postava děkana Richmonda s komikem Eddiem Murphym ve snímku Zamilovaný profesor.